# Чекалка
Чека́лка (рос. Чекалка) — село в Сарапульському районі Удмуртії, Росія.
Урбаноніми:
- вулиці — Дорожня, Лучна, Польова, Самарська

## Населення
Населення становить 1 особа (2010, 8 у 2002).
Національний склад (2002):
- росіяни — 75 %